# Arcangelo Corelli
Arcangelo Corelli (Fusignano, 17 de fevereiro de 1653 — Roma, 8 de janeiro de 1713) foi um professor, maestro, violinista e compositor italiano. 
Pouco se sabe sobre a sua vida. Recebeu formação em Bolonha e Roma, e nesta cidade desenvolveu a maior parte de sua carreira, sendo patrocinado por grandes mecenas aristocratas e eclesiásticos. Embora sua produção integral resuma-se a somente seis coleções de obras publicadas — cinco delas de sonatas para trio ou solo e uma de concertos grossos, com doze peças em cada —, seu reduzido número e os poucos gêneros a que se dedicou estão em proporção radicalmente inversa à vasta fama que elas lhe trouxeram, cristalizando modelos de larga influência em toda a Europa. Das seis coleções, a sexta e última, dos concertos grossos, é a que ganhou o mais duradouro favor da crítica, embora a quinta também seja altamente apreciada. 
Sua escrita foi admirada pelo equilíbrio, pelo refinamento, pelas suntuosas e originais harmonias, pela riqueza das texturas, pelo majestoso efeito dos conjuntos e pela sua polifonia clara e melodiosa, qualidades tidas como uma expressão perfeita dos ideais clássicos, mesmo vivendo na atmosfera barroca e empregando recursos mais típicos desta escola, como a exploração de contrastes dinâmicos e afetivos, mas sempre temperados por um grande senso de moderação. Foi o primeiro a aplicar em plenitude, com finalidade expressiva e estruturante, o novo sistema tonal que acabava de ser consolidado depois de pelo menos duzentos anos de ensaios preliminares. Era regularmente contratado como regente ou violinista solista para apresentações de óperas, oratórios e outras obras, além de participar ativamente na evolução da orquestra padrão. Como violinista virtuose foi considerado um dos maiores de sua geração, senão o maior de todos. Contribuiu para colocar o violino entre os mais prestigiados instrumentos solistas e para o desenvolvimento de técnicas modernas, além de fazer muitos discípulos. 
Foi a personalidade dominante na vida musical romana até seus últimos anos e muito estimado internacionalmente, foi disputado pelas cortes e admitido na mais prestigiada sociedade artística e intelectual de seu tempo, a Academia da Arcádia, sendo chamado de "o novo Orfeu", "o príncipe dos músicos" e outros adjetivos similares, gerando grande folclore. Sua obra já foi objeto de volumosa bibliografia crítica, a discografia cresce sem cessar e suas sonatas ainda são usadas largamente nas academias de música como material didático. Sua posição na história da música ocidental está hoje firmemente estabelecida como um dos principais mestres da passagem do século XVII para o XVIII e como um dos primeiros e maiores classicistas.

## Biografia

### Origens e primeiros anos

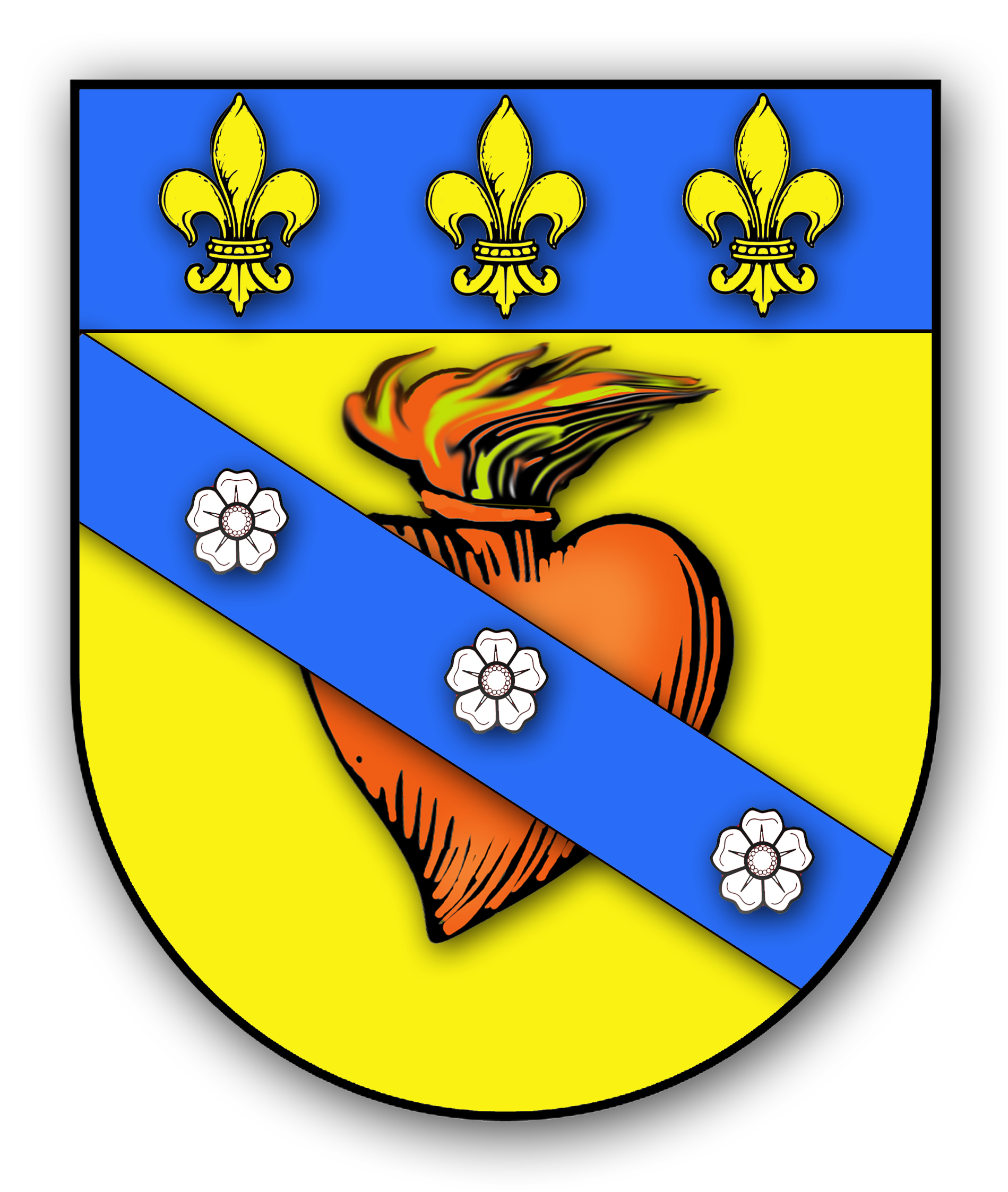
Brasão da família Corelli.

Arcangelo Corelli nasceu em 17 de fevereiro de 1653 na vila de Fusignano, então parte dos Estados Pontifícios, como o quinto filho de Arcangelo Corelli e Santa Raffini. Seu pai faleceu pouco mais de um mês antes de seu nascimento. Biografias antigas construíram para sua família genealogias ilustres que remontavam ao romano Coriolano ou aos poderosos patrícios venezianos Correr, mas elas carecem de fundamento. Não obstante, foram documentados em Fusignano desde 1506, onde ingressaram no patriciado rural, vindo a adquirir riqueza e considerável extensão de terras. Sua família foi turbulenta e orgulhosa, e por muito tempo disputou com a família Calcagnini para ser investida do feudo de Fusignano, que a outra detinha, sem consegui-lo.
Diz a tradição que sua vocação musical revelou-se muito cedo, ao ouvir um padre violinista, mas a ideia de que seguisse a música como profissão não estava nos planos da família. Os Corelli já haviam produzido diversos juristas, matemáticos e mesmo poetas, mas nenhum músico. Esta arte era cultivada pelas elites de sua época mais como um passatempo e um prazer diletante e sinalizava uma educação e um gosto refinados, mas os profissionais pertenciam às classes baixas e não gozavam de grande prestígio social. Desta maneira, sua mãe viúva permitiu que recebesse os rudimentos da arte, com professores cujo nome a história não registrou, desde que não abandonasse a educação formal que se esperava de um patrício, que começou a receber em Lugo e logo em Faenza.

### Período bolonhês
Com treze anos estava em Bolonha, onde sua vocação se definiu e decidiu dedicar-se integralmente à música. Não se sabe o que havia aprendido em Lugo e Faenza, mas segundo o testemunho do douto padre Martini, até esta época seu conhecimento de música era medíocre. Em Bolonha entrou em contato com afamados professores, entre eles Giovanni Benvenuti e Leonardo Brugnoli, e talvez também Giovanni Battista Bassani, e começou a se manifestar sua preferência pelo violino. Seu progresso nos estudos do instrumento foi tão rápido que apenas quatro anos depois, em 1670, foi admitido na prestigiada Academia Filarmônica, uma das mais seletivas da Itália, embora seu nascimento patrício possa ter tido alguma influência no processo. É ignorado até que ponto a escolha dos professores foi intencional ou meramente produto das circunstâncias, mas a julgar por uma observação que deixou em 1679, eles lhe pareceram os melhores mestres disponíveis na cidade, não havendo outros que pudessem oferecer instrução mais apurada, mesmo que limitada a certos aspectos da arte. De qualquer forma, eles se alinhavam a uma nova corrente que dava uma ênfase maior ao brilhantismo na execução, em detrimento das tradições da antiga escola contrapontística, em que os instrumentos tinham um peso mais ou menos similar nos conjuntos. De fato, em sua maturidade Corelli seria um dos grandes agentes da rápida ascensão do violino como instrumento solista e apto para exibir a virtuosidade dos intérpretes. O estilo que consolidou nesta primeira fase mostra especial influência de Brugnoli, cuja execução foi descrita pelo Martini como original e maravilhosa, sendo excelente também na improvisação.
Ao período bolonhês só podem ser atribuídas com alguma segurança uma sonata para tromba (trompete), dois violinos e baixo contínuo, e uma sonata para violino e baixo, que só foram publicadas anos mais tarde. Ciente de que sua formação era precária no contraponto e na composição, decidiu buscar aperfeiçoamento em Roma, onde colocou-se sob a orientação de Matteo Simonelli, mas a data de sua mudança é incerta. Pode ter chegado lá já em 1671, mas só é documentado a partir de 1675. Nada se sabe do que fez neste intervalo. Uma viagem a Paris, onde teria entrado em contato com o célebre Lully e despertado sua inveja hoje é tida como parte do folclore que se formou ao seu redor após ganhar fama. Biografias mais antigas também referem viagens a Munique, Heidelberg, Ansbach, Düsseldorf e Hannover, e da mesma forma têm sido descartadas como improváveis, mas pode ter passado algum breve período em sua Fusignano nativa.

### Roma: maturidade e consagração

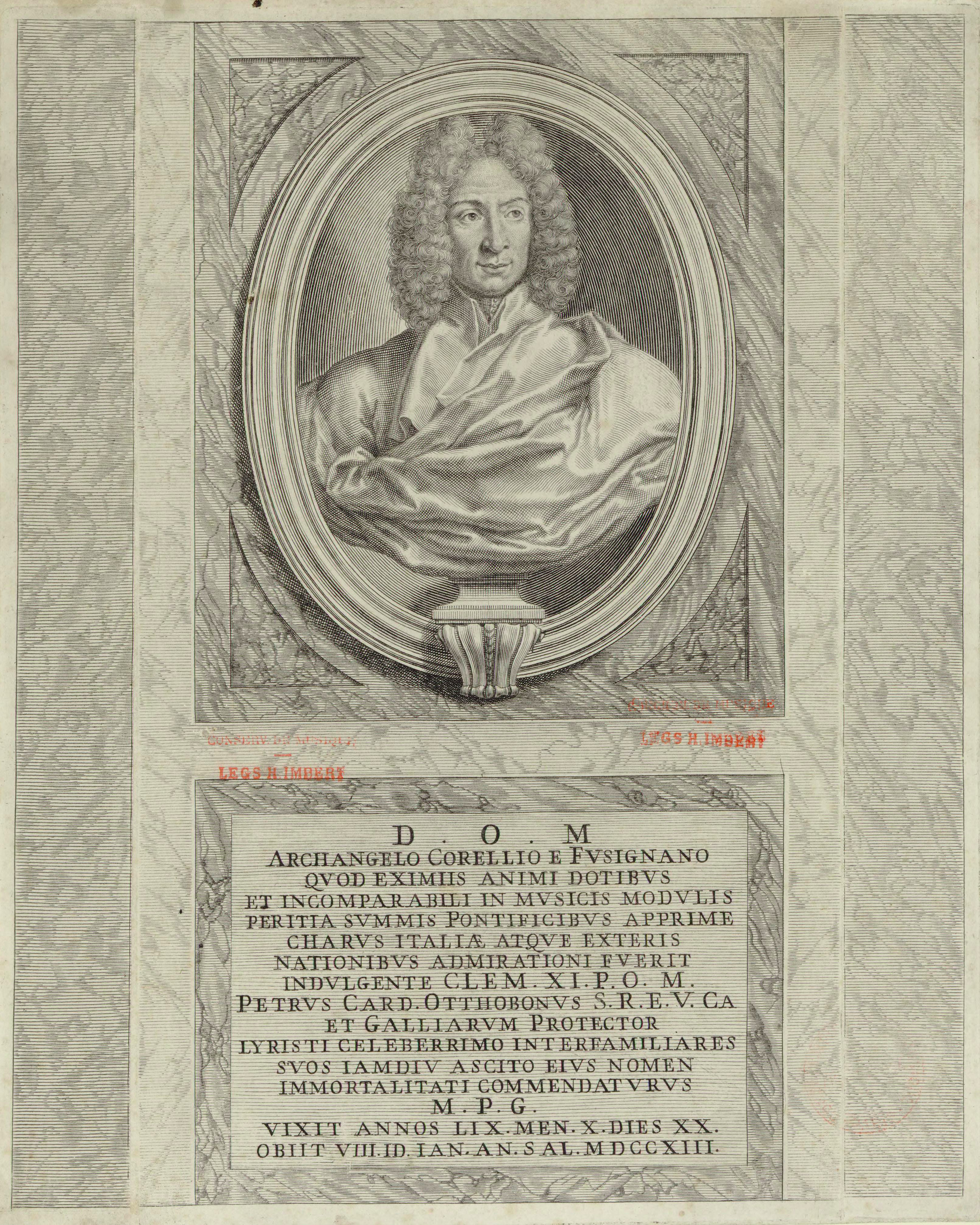
Frontispício da edição de sua Opera Quinta. Biblioteca Nacional da França

Simonelli era um classicista e exímio contrapontista, e exerceu importante influência no seu amadurecimento como compositor e no desenvolvimento do estilo de composição que o tornaria famoso, que se afastou do simples virtuosismo que herdara de Bolonha e passou a mostrar um notável equilíbrio entre brilho instrumental e uma distribuição de papéis mais equitativa entre as vozes da orquestra, que se revelaria magistralmente nos seus doze concertos grossos, sua obra-prima.
Seu primeiro registro seguro em Roma, de 31 de março de 1675, o mostra entre os violinistas na execução de um grupo de oratórios na Igreja de São João dos Florentinos, incluindo a obra San Giovanni Battista, de Alessandro Stradella. Em 25 de agosto constou na lista de pagamento pela execução de obras na Festa de São Luís realizada na Igreja de São Luís dos Franceses, em presença da nobreza e do corpo diplomático. Entre 1676 e 1678 é documentado como segundo violino na mesma Igreja. Em 6 de janeiro de 1678 foi o primeiro violino e regente da orquestra que apresentou a ópera Dov'è amore è pietà, de Bernardo Pasquini, na inauguração do Teatro Capranica. Esta apresentação significou sua consagração no mundo musical romano. Tornou-se primeiro violino da orquestra de São Luís e em 1679 entrou no serviço da ex-rainha Cristina da Suécia, que se radicara em Roma e ali mantinha uma corte brilhante.
Em 1680 completou e apresentou publicamente sua primeira coleção organizada de obras, impressa em 1681: Sonate à tre, doi Violini, e Violone, o Arcileuto, col Basso per l'Organo (Sonatas a três; dois violinos e violoncelo ou arquialaúde, com órgão como baixo), que dedicou a Cristina. Na autoria, fez reverência aos seus estudos iniciais, assinando como Arcangelo Corelli de Fusignano, o Bolonhês. No entanto, este apelido logo foi abandonado. Nesta coleção seu estilo já dava sinais de maturidade. Os anos seguintes veriam aparecer uma série relativamente pequena mas regular de obras onde ele era polido à perfeição. Em 1685 veio à luz sua Opera Seconda, composta de doze sonatas de câmara, em 1689, a coleção de doze sonatas de igreja, em 1694 outra série de doze sonatas de câmara, em 1700 suas doze sonatas para violino e baixo, culminando em 1714 com sua Opera Sesta, a série de doze concertos grossos, publicada já postumamente.
Ao longo deste período seu prestígio só cresceu e se firmou, tornando-se conhecido internacionalmente como maestro, compositor e virtuoso do violino, tendo suas obras reimpressas e admiradas em muitas cidades da Europa. Entre agosto de 1682 até 1709 esteve sempre à testa da orquestra de São Luís. Em 1684 deixou a corte de Cristina, que não era regular no pagamento de seu salário, e passou para o serviço do cardeal Benedetto Pamphili, que em 1687 o tornou seu mestre de música e seria um amigo e grande mecenas. No mesmo ano foi listado entre os membros da prestigiada Congregação dos Virtuosos de Santa Cecília no Panteão. Nesta época começou a tomar alunos, entre eles Matteo Fornari, que lhe seria também um fiel secretário e auxiliar pelo resto da vida. Em 1687 organizou um grande concerto em homenagem ao rei Jaime II de Inglaterra por ocasião da embaixada que ele enviara ao papa Inocêncio XI, conduzindo uma orquestra de 150 músicos. Graças à intervenção de Pamphili, que em 1690 foi transferido para Bolonha, Corelli tornou-se diretor de música da corte do cardeal Pietro Ottoboni, sobrinho do papa Alexandre VIII. Era personagem de grande influência na Igreja e se dedicava a um intenso mecenato, outra eminência a quem deveria amizade e grandes benefícios, e em cujo palácio veio a morar. Sua amizade se estenderia à família de Corelli, acolhendo seus irmãos Ippolito, Domenico e Giacinto em sua corte. Ali o compositor teria total liberdade de ação, sem as pressões que outros músicos sofriam de seus patrões poderosos.

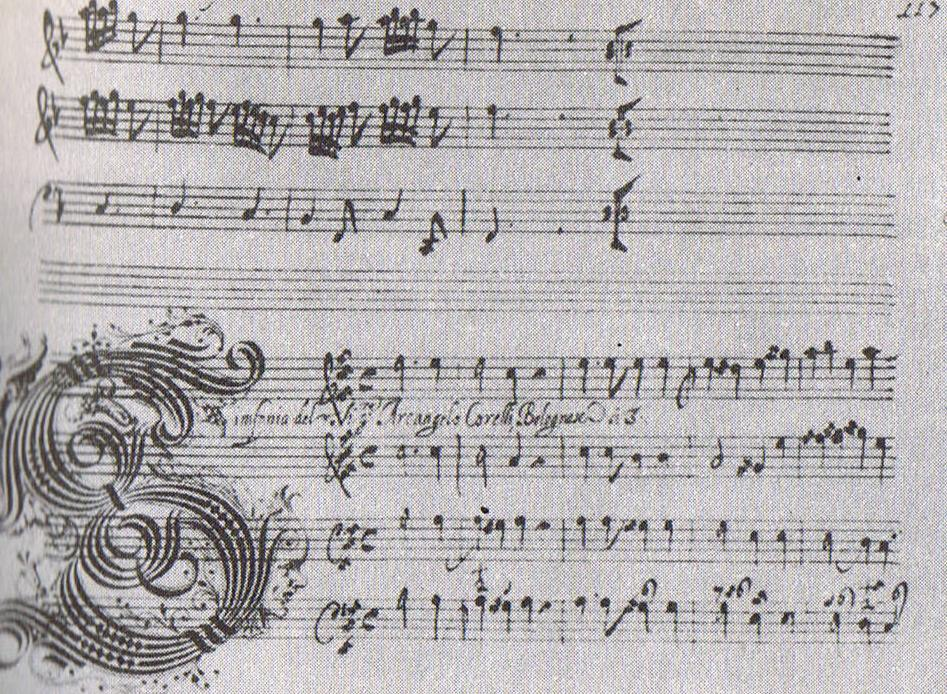
Detalhe da partitura autógrafa de uma sonata a três

À parte da opulência dessas cortes, sua vida pessoal era modesta e discreta, somente dando-se ao luxo de adquirir uma coleção de pinturas. Sua fase romana transcorreu em uma sequência de sucessos artísticos e pessoais, sendo disputado por outras cortes e considerado o mais insigne violinista de seu tempo, e muitos lhe atribuíam o título de melhor compositor. Coroando sua carreira, em 1706 foi admitido na Academia da Arcádia, a glória máxima para um artista, onde adotou o nome simbólico Arcomelo Erimanteo. Pamphili havia retornado de Bolonha em 1704 ou 1705, requisitando o músico para diversas apresentações, e por esta altura passou a reger também a orquestra da Academia das Artes do Desenho.
Porém, não deixou de sofrer algumas poucas críticas e embaraços. A sua Opera Seconda recebeu críticas do bolonhês Matteo Zanni por supostos erros de composição. O autor escreveu uma defesa indignada que deu origem a uma polêmica epistolar que se estendeu por meses. Tornou-se famoso um episódio ocorrido durante uma viagem a Nápoles, para onde teria sido chamado pelo rei, que desejava ouvi-lo. O episódio pode ser fantasioso e sua data é incerta. Seja como for, diz a tradição que a visita foi recheada de infortúnios. Primeiro, a execução de suas obras pela orquestra local não o agradou. Depois, ao apresentar um adagio de uma sonata diante da corte, o governante o teria considerado tedioso e ido embora em meio à execução, para a mortificação do músico. Por fim, durante a récita de uma ópera de Alessandro Scarlatti, onde atuou como solista de violino, teria cometido vários erros. Também segundo uma tradição que pode ser espúria, durante uma récita de uma obra de Händel, durante a estadia deste último em Roma, sua execução não agradou ao autor, que lhe teria arrancado o violino das mãos e mostrado como deveria ser interpretada.

### Anos finais

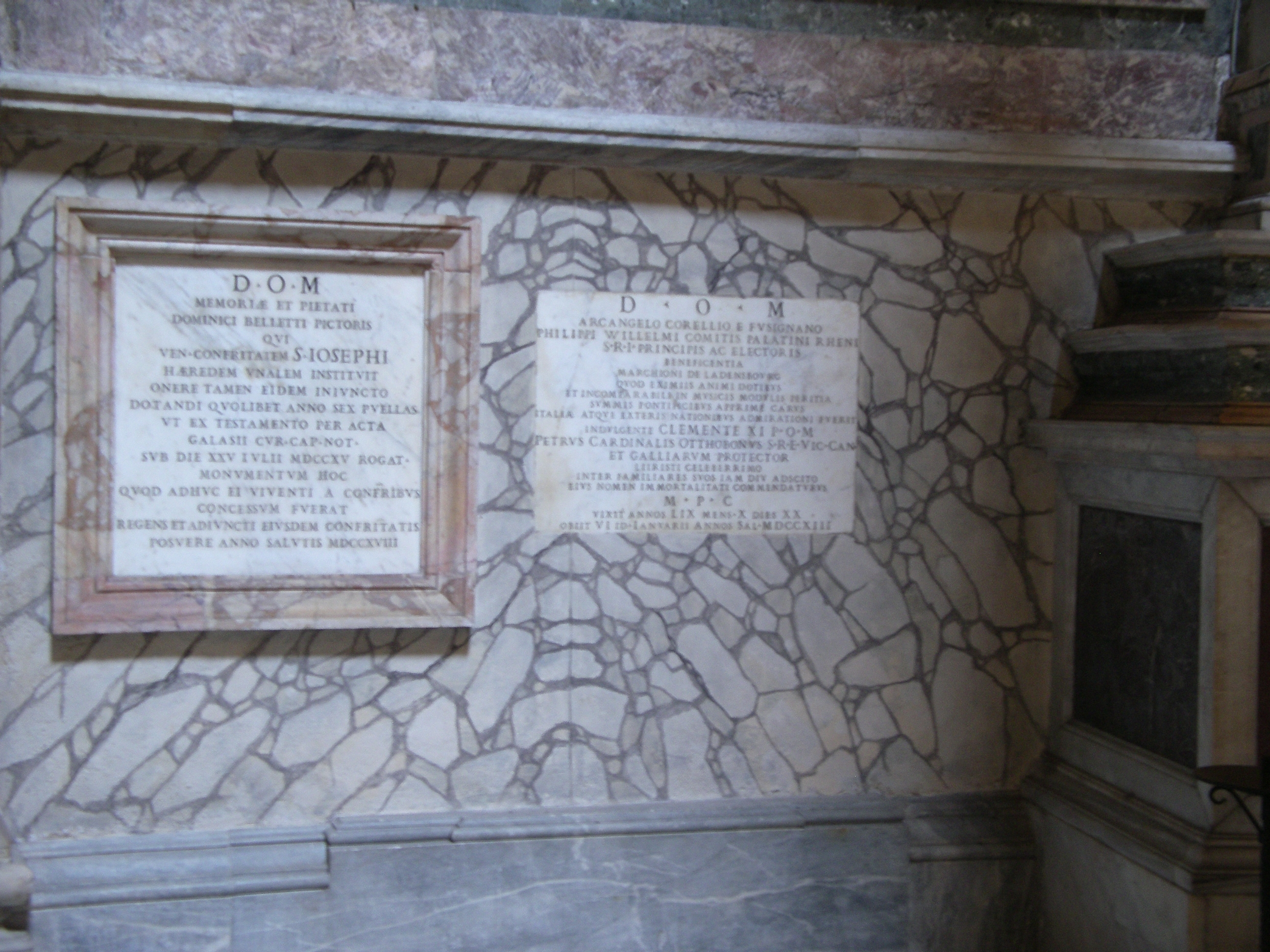
Tumba de Corelli no Panteão de Roma

Em 1708 circulou uma notícia de que havia morrido, gerando pesar em várias cortes europeias. Era notícia falsa, mas no mesmo ano, uma carta que escreveu para o eleitor do Palatinado para esclarecer que ainda vivia, parece dizer que sua saúde já não era boa. Nela também declarava que já estava empenhado na elaboração de sua última coleção de obras, os concertos grossos, que não veria ser publicada. Em 1710 deixou de aparecer em público, sendo substituído por seu discípulo Fornari na direção da orquestra de São Luís. Até 1712 residiu no Palácio da Chancelaria, e no fim deste ano, talvez pressagiando seu fim, mudou-se para o Palazzetto Ermini, onde moravam seu irmão Giacinto e seu filho.
Em 5 de janeiro de 1713 escreveu seu testamento, onde constava um patrimônio relativamente pequeno, constituído de seus violinos e partituras e uma pensão, mas destacava-se a grande coleção de pinturas que reuniu ao longo de sua vida, com cerca de 140 peças. Faleceu na noite de 8 de janeiro, sem que se saiba qual foi a causa do óbito. Não tinha sessenta anos.
Sua morte causou comoção em larga escala, que dá uma medida da estima que havia conquistado. O cardeal Ottoboni escreveu uma carta de condolências à família onde se colocava como seu protetor perpétuo. Fê-lo enterrar no Panteão, privilégio nunca concedido a um músico, e conseguiu que o eleitor do Palatinado conferisse à família do defunto o título de marqueses de Ladenburg. Seus obituários foram unânimes em reconhecer sua grandeza, e durante muitos anos o aniversário de sua morte foi celebrado solenemente no Panteão. O legado musical que deixou influenciou toda uma geração de compositores, entre eles gênios do quilate de Georg Friedrich Händel, Johann Sebastian Bach e François Couperin, além de muitos outros de menor expressão.

### O homem
Corelli nunca se casou e não se conhece que tenha mantido qualquer relacionamento amoroso senão com sua arte. Já foi especulado que possa ter sido amante de seu discípulo Fornari, com quem viveu nos palácios de seus mecenas, mas não há nenhuma base segura para afirmá-lo. Sua personalidade foi descrita em geral como tímida, regrada, austera, servil e tranquila, uma imagem de serenidade e doçura invariável, mas quando estava em seu trabalho revelava-se enérgico, exigente e decidido. Händel, que manteve contato com ele em Roma, deixou um comentário: "Suas duas características dominantes eram sua admiração pelas pinturas, as quais diz-se que sempre recebeu de presente, e uma extrema parcimônia. Seu guarda-roupa não era grande. Ordinariamente vestia-se de negro, e costumava usar um manto escuro; deslocava-se sempre a pé, e protestava vigorosamente se alguém queria obrigá-lo a tomar uma carruagem". Uma descrição da época diz que quando era solista ao violino sua figura se transmutava, se contorcia, seus olhos se tingiam de vermelho e giravam nas órbitas como se estivesse em agonia, mas isso também pode ser uma elaboração folclórica.

## Obra

### Contexto
Corelli floresceu no auge do período Barroco, uma corrente cultural que se caracterizou pela expressão artística floreada e luxuriante, carregada de dramaticidade e contrastes acentuados. Sua música se desenvolveu a partir da polifonia renascentista, mas neste período iniciou uma transição para uma maior independência entre as vozes. Novos fatores socioculturais e religiosos, bem como uma forte influência do teatro e da retórica, determinaram a elaboração de um idioma musical renovado que pudesse expressar melhor o espírito da época, desenvolvendo-se com isso uma ampla gama de novas técnicas harmônicas, vocais e instrumentais. É o período em que o sistema tonal se consolida definitivamente, abandonando o antigo sistema modal, tendo sua expressão mais típica no estilo de escrita conhecido como baixo contínuo ou baixo cifrado, onde a linha de baixo e a linha superior são escritas por extenso, deixando ao critério do intérprete a realização do recheio harmônico atribuído às outras partes, indicado pelo autor resumidamente por meio de cifras convencionadas. A grande importância atribuída à voz superior, que passou a conduzir uma melodia principal, relegando as outras partes a um papel subordinado, levou ao surgimento da figura do solista virtuoso.

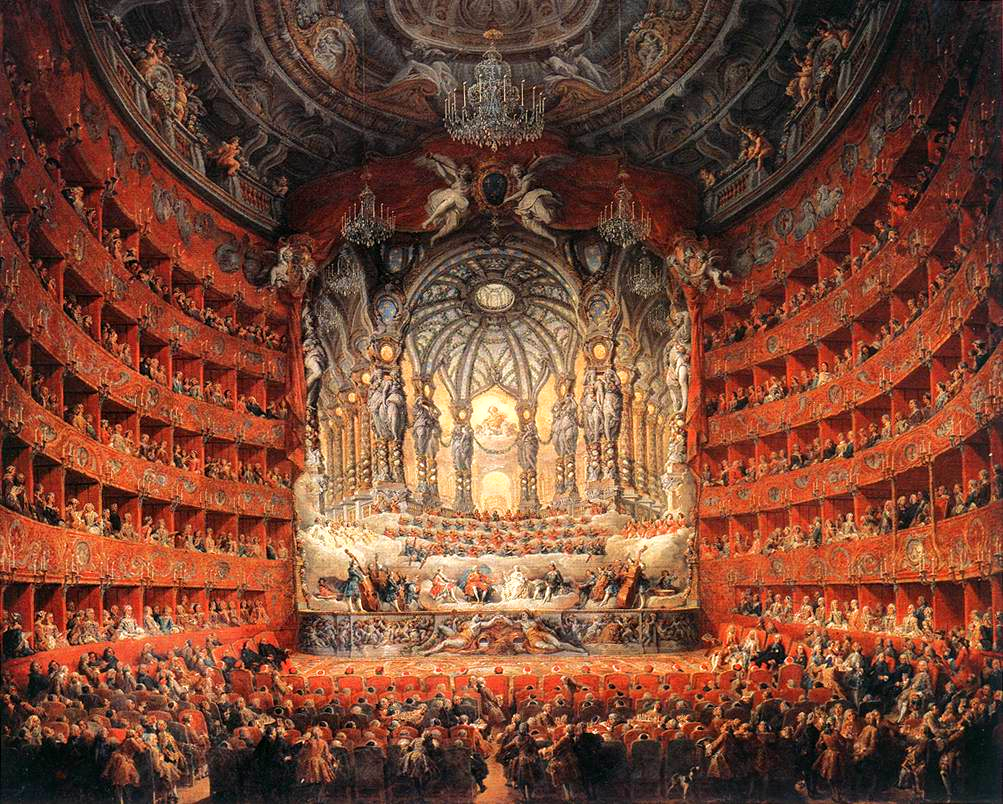
Interior de uma casa de ópera do século XVIII, o Teatro Argentina de Roma, em pintura de Giovanni Paolo Pannini

Foram também introduzidas afinações temperadas, a melodia buscou fontes populares e as dissonâncias passaram a ser usadas como recurso expressivo. A polifonia permaneceu onipresente pelo menos em alguma medida na música barroca, especialmente na música sacra, em geral mais conservadora, mas a complexidade que a caracterizou nos séculos anteriores, que muitas vezes podia deixar os textos cantados incompreensíveis, foi abandonada em favor de uma escrita muito mais clara e simplificada, muitas vezes, novamente, sob a primazia da voz superior. Além disso, no campo da simbologia e linguagem, foi de grande importância o desenvolvimento da doutrina dos afetos, onde figuras, melodias, tonalidades e recursos técnicos específicos e padronizados passaram a constituir um léxico musical de uso geral, doutrina que teve expressão principal na ópera, o gênero mais popular e influente do período, exercendo influência decisiva também nos rumos da música instrumental, uma linguagem que Corelli contribuiu significativamente para articular e fixar. Em termos de forma, o Barroco consolidou as formas da suíte e da sonata com vários movimentos, que deram origem à sonata de igreja, a sonata de câmera, a sonata a três (trio-sonata), o concerto grosso, o concerto para solista e a sinfonia. Em seu conjunto, as mudanças introduzidas pelo Barroco constituíram uma revolução na História da Música talvez tão importante quanto aquelas promovidas pelo surgimento da Ars Nova no século XIV e da música contemporânea no século XX.
Bolonha, onde Corelli atuou primeiro, então com 60 mil habitantes, era a segunda cidade em importância dentro dos Estados Pontifícios, sede da universidade mais antiga do mundo e centro de intensa vida cultural e artística. Havia várias grandes igrejas que mantinham orquestras, coros e escolas permanentes, três grandes teatros acolhiam as representações dramáticas e operísticas, várias editoras publicavam partituras e havia pelo menos meia dúzia de academias mantidas pela nobreza e o alto clero em seus palácios, que definiam tendências e padrões estéticos, algumas dedicadas exclusivamente à música, dentre as quais a mais famosa era a Academia Filarmônica, fundada em 1666 pelo conde Vincenzo Maria Carrati. Nesta cidade formou-se uma destacada escola de violino, fundada por Ercole Gaibara, cujos princípios Corelli assimilou.
Roma, por sua vez, tinha tradições bastante diferentes e uma riqueza e importância muito maiores em uma variedade de níveis, a começar pelo fato de ser a sede do Catolicismo. Além disso, era uma capital cosmopolita que recebia artistas de toda a Europa, ávidos por conseguirem sucesso em palco tão rico, diversificado e influente, onde os grandes mecenas da Igreja e da aristocracia competiam entre si organizando suntuosas apresentações e patrocinando numerosos artistas. Porém, poucas igrejas e irmandades mantinham corpos musicais estáveis, e havia grande trânsito de profissionais entre elas por ocasião das celebrações e festividades. Também diferente de Bolonha, em Roma a Igreja tinha uma influência decisiva sobre a vida cultural, e as orientações neste aspecto variavam de acordo com as preferências de cada pontífice. Clemente IX, por exemplo, foi ele mesmo libretista de óperas e oratórios e impulsionou a música profana, já Inocêncio XI era de índole moralizadora e determinou o fechamento dos teatros públicos, fazendo a ópera definhar, embora autorizasse os oratórios sacros. Neste ambiente Corelli se inseriu aparentemente sem nenhuma dificuldade, embora não se saiba quem foi seu introdutor. De qualquer forma, em pouco tempo ganhou o favor de patronos que estavam entre os principais da cidade.

### O violinista
Como já foi assinalado, Corelli aprendeu as bases de sua técnica violinística em Bolonha, seguindo as linhas estabelecidas por Ercole Gaibara, tido como o fundador da escola bolonhesa, e sendo discípulo dos virtuosos Giovanni Benvenuti e Leonardo Brugnoli. Ele mais tarde instruiu muitos alunos e gerou uma escola por si mesmo, mas apesar de sua fama neste campo, sobrevivem surpreendentemente poucas e imprecisas descrições de sua técnica, gerando considerável controvérsia entre a crítica, uma lacuna que é agravada pelo fato de que ele não escreveu nenhum manual ou tratado sobre o assunto. Em seu tempo havia várias escolas de violino na Itália, que propunham diferentes métodos de execução e mesmo maneiras como o instrumentista deveria segurar o violino. Há uma considerável iconografia representando essas diferenças, onde os violinistas apoiam o instrumento debaixo do queixo, sobre o ombro ou junto ao peito, em variadas inclinações. Naturalmente, essas diferenças implicavam em diferentes técnicas de mão esquerda e de arco e em certa medida definiam o estilo e complexidade da música que eram capazes de executar.
Durante o século XVIII ele foi aclamado como um grande virtuoso, mas críticos do século XX às vezes têm duvidado dos testemunhos antigos. Boyden, por exemplo, alegou que "Corelli não pode reivindicar um lugar destacado na história da técnica do violino"; Pincherle o considerou "inferior aos alemães e mesmo aos italianos em termos de pura técnica", e McVeigh disse que "dificilmente ele era um dos grandes virtuosos de seu tempo". Porém, segundo Riedo, em suas ressalvas eles se baseiam sobre o que pode ser depreendido a partir das exigências técnicas que constam em suas composições, mas este método não é inteiramente fiel à realidade, uma vez que a partitura oferece apenas uma pálida ideia do que seja uma execução ao vivo. Além disso, ele observa que o estilo que Corelli desenvolveu caracterizou-se mais pela sobriedade do que pela extravagância. Há também indícios de que suas obras em sua versão publicada almejavam um público diversificado e não somente os especialistas e virtuosos, e isso seria mais um motivo para não exigir demais dos intérpretes. Ao mesmo tempo, suas obras próprias não podem ser referência para sua execução de obras de outros autores, onde ele pode ter adotado uma abordagem diferente. São ainda muito citados as falhas do recital de Nápoles e o confronto com Händel em Roma, onde ele teria dito que não era versado na técnica alemã, mas esses episódios em primeiro lugar não são solidamente comprovados, e em segundo, podem refletir apenas dias particularmente infelizes em uma carreira de sucesso.

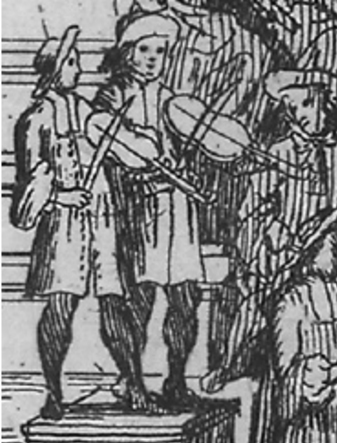
Arcangelo Corelli e Matteo Fornari tocando violino. Detalhe de gravura de Christofor Schor, 1687

De acordo com a pesquisa de Riedo, que sintetiza os estudos sobre este aspecto, Corelli provavelmente segurava o violino contra o peito e projetado para a frente, sendo amparado por uma gravura e um desenho em que ele é representado desta maneira, e por indícios de outras origens, incluindo descrições sobre a performance de outros violinistas que estiveram entre seus alunos ou foram influenciados por ele. Esta postura era largamente comum desde antes de ele surgir, foi quase dominante na Roma de seu tempo e foi comum até o século XIX. Francesco Geminiani, que provavelmente foi seu aluno, em sua The Art of Playing on the Violin (1751) escreveu que "o violino deve ser apoiado logo abaixo da clavícula, inclinando seu lado direito ligeiramente para baixo, de maneira que não surge a necessidade de elevar demais o arco quando é preciso tocar a quarta corda". Walls afirmou que dificilmente algum virtuoso da primeira metade do século XVIII usava outra posição. Ela proporcionava uma postura elegante para o intérprete, o que também é importante no caso de Corelli pelo fato de ele ser um patrício, mas prejudicava um pouco a execução das notas mais agudas na quarta corda, pois o deslocamento da mão esquerda para as posições mais altas podia desestabilizar o instrumento, e vários tratados da época alertam para o risco de ele até cair. É de notar que a música de Corelli rarissimamente exige posições acima da terceira.
Geminiani, que foi também um virtuoso, deu voz a uma visão amplamente corrente do que se esperava de um bom violinista: "A intenção da música não é apenas agradar ao ouvido, mas expressar sentimentos, tocar a imaginação, afetar a mente e comandar as paixões. A arte de tocar o violino consiste em dar ao instrumento um som que rivalize com a mais perfeita voz humana, e em executar cada peça com exatidão, propriedade, delicadeza e expressão de acordo com a verdadeira intenção da música". Nas palavras de Riedo, "os pontos de vista ideológicos e estéticos de Geminiani parecem corresponder exatamente às composições de Corelli: ele valorizava as texturas, sem passagens acrobáticas com mudanças extremas de posição (de mão) e sem efeitos virtuosísticos. Neste aspecto, os julgamentos de Boyden, Pincherle e McVeigh precisam ser reconsiderados, uma vez que este tipo de virtuosismo acrobático não parece ter sido um objetivo para Corelli". Uma descrição da época relata que sua interpretação era "erudita, elegante e patética, e sua sonoridade, firme e uniforme". Bremner escreveu em 1777 dizendo que "fui informado de que Corelli não aceitava em sua orquestra nenhum violinista que não fosse capaz, em apenas uma arcada, de criar um som uniforme e poderoso, como o de um órgão, tocando duas cordas ao mesmo tempo, e mantê-lo por pelo menos dez segundos; mesmo assim, dizem que naquele tempo o comprimento do arco não excedia vinte polegadas". Raguenet na mesma época deixou outro testemunho: "Cada arcada tem uma duração infinita, expressando-se como um som que decai gradualmente até tornar-se inaudível". Essas passagens sugerem que sua principal preocupação era o domínio da técnica do arco, responsável pela sonoridade geral produzida e pelas nuanças e sutilezas da dinâmica e do fraseado, o que é consistente também com as declarações da época sobre a capacidade de Corelli expressar ao violino as mais variadas emoções em sua plenitude, fazendo seu instrumento "falar" como se fosse a voz humana.
Entre os avanços que promoveu na técnica estão a exploração mais intensa das cordas duplas (incluindo figurações sobre uma nota de pedal), da corda sol (até então pouco usada), dos harmônicos, dos arpejos, do tremolo, do tempo rubato, do staccato, da scordatura, de figurações rápidas em terças, dos acordes com mais de duas notas, e foi o principal inaugurador da técnica da bariolage (oscilações rápidas entre duas cordas). Embora Corelli não tenha escrito nada a respeito, os tratados publicados por Geminiani, Francesco Galeazzi e outros que estiveram sob sua influência provavelmente refletem de perto os princípios do mestre. Sua atuação nas várias esferas ligadas ao violino — virtuoso, professor e compositor — deixou uma marca indelével na história deste instrumento e lançou um dos fundamentos da sua técnica moderna.
Sabidamente teve muitos alunos, mas quem foram eles permanece uma grande incógnita, e poucos são os que seguramente passaram por sua disciplina, entre eles o já citado Fornari, Giovanni Battista Somis, Pietro Castrucci, sir John Clerk of Penicuik, Gasparo Visconti, Giovanni Stefano Carbonelli, Francesco Gasparini, Jean-Baptiste Anet, Georg Muffat, e mesmo de Francesco Geminiani, tradicionalmente considerado seu mais dotado discípulo, às vezes se duvida que tenha de fato aprendido com ele.

### O maestro

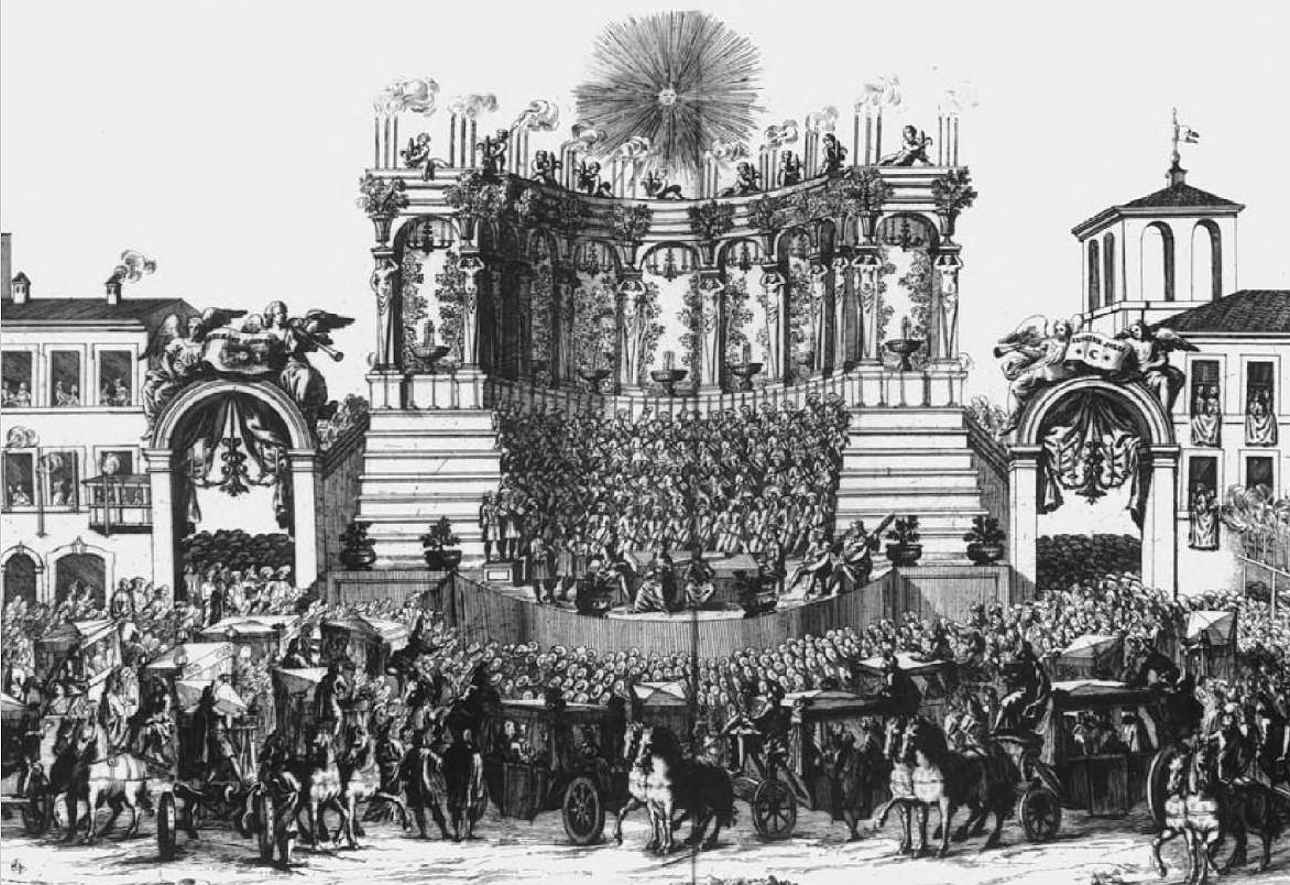
Corelli regendo uma suntuosa apresentação ao ar livre na Piazza di Spagna. Ele está no pódio à esquerda, na base do conjunto. A imagem do músico ao violino da seção anterior foi retirada desta cena. Gravura de Christofor Schor, 1687

Sabe-se pouco sobre sua atuação como maestro a não ser que desempenhou com sucesso esta função ao longo de muitos anos à frente das orquestras da Igreja de São Luís e da Academia das Artes do Desenho e de inúmeros conjuntos formados para ocasiões específicas, como as récitas nas Academias privadas da nobreza, as festividades cívicas e as recepções diplomáticas. As apreciações que recebeu foram sempre muito elogiosas, sendo louvado pela grande disciplina dos músicos que comandava, resultando em interpretações vigorosas, de grande precisão no ataque das notas e poderoso efeito de conjunto. Geminiani relatou que "Corelli considerava essencial que todo o conjunto da orquestra [referindo-se de fato às cordas] movesse seus arcos exatamente juntos: todos para cima, todos para baixo; de modo que em seus ensaios, que precediam as apresentações, ele pararia a música se visse algum arco fora de posição".
Por outro lado, ele participou ativamente no processo de transformação da orquestra padrão. Na geração anterior os conjuntos costumavam ser bastante pequenos mesmo para apresentações operísticas, e grupos grandes só eram recrutados em ocasiões muito excepcionais, especialmente para festivais ao ar livre. As orquestras das Festas de São Luís na igreja homônima ao longo da década de 1660, por exemplo, por regra não ultrapassavam os vinte integrantes, mesmo em ocasiões de pompa, e na maior parte das vezes ficavam com cerca de dez ou quinze. Herança das antigas práticas polifônicas, os conjuntos faziam um uso de instrumental variado em proporções equilibradas, que se agrupava em "coros", cada qual composto de vários tipos de instrumento. A geração de Corelli começou a alterar esse equilíbrio de forças em direção a um crescente predomínio do naipe de cordas, com ênfase nos violinos, ao mesmo tempo ampliando significativamente o número de executantes, agrupando os instrumentos em naipes homogêneos e separando os cantores da orquestra. Sua disposição espacial também mudou, passando a adotar uma distribuição que favorecesse a linguagem típica do concerto grosso, com um pequeno conjunto solista, o concertino, separado do grande grupo do ripieno.
Além de reger e ser o primeiro violino ao mesmo tempo, Corelli era responsável pelo recrutamento de músicos para a formação de orquestras efêmeras, cuidava do transporte dos instrumentos, pagava os salários e realizava todas as tarefas de um moderno produtor de eventos. Em algumas ocasiões empregou um número imenso de músicos, que chegava a 150, muito acima de todos os padrões de seu tempo. Segundo o testemunho de Crescimbeni, "ele foi o primeiro a introduzir em Roma conjuntos com tão vasto número de instrumentos e de tamanha diversidade que era quase impossível acreditar que pudesse fazê-los tocar todos juntos sem temer confusão, em especial porque combinava instrumentos de sopro com as cordas, e o total com muita frequência excedia uma centena". Embora o número de músicos variasse bastante em cada apresentação, o equilíbrio das orquestras de Corelli era constante, com metade dos músicos tocando violinos, e de um terço a um quarto ocupando-se com cordas graves de vários tipos, incluindo violoncelos, violones e contrabaixos. A fração restante era preenchida por uma instrumentação variada de violas, sopros, alaúdes, tiorbas, órgãos e outros, que dependia muito do caráter da música da ocasião. Sua atividade intensa em uma variedade de níveis no campo da música orquestral dominou a cena romana, e seu papel de organizador, dinamizador e definidor de padrões, na opinião de Spitzer & Zaslaw, pode ser comparado ao de Jean-Baptiste Lully na corte de Luís XIV. "Em um sentido muito real, todas as orquestras romanas entre 1660 e 1713 eram 'a orquestra de Corelli'."

### O compositor
Em que pese o amor tipicamente barroco pelo extravagante, pelo bizarro, pelo assimétrico e pelo dramático, a produção de Corelli se afasta deste padrão, favorecendo os princípios classicistas de sobriedade, simetria, racionalidade, equilíbrio e moderação expressiva, bem como de perfeição formal, repetidamente apreciados pela crítica coeva e contemporânea, formulando com notável economia de meios uma estética que está entre os fundamentos da escola neoclássica de música. Na descrição da Larousse Encyclopedia of Music, "sem dúvida outros antes dele mostraram mais originalidade, mas ninguém em seu tempo exibiu mais nobre interesse por equilíbrio e ordem, ou por perfeição formal e um senso de grandeza. A despeito do seu treinamento bolonhês, ele encarna a era clássica da música italiana, devendo muito à tradição romana. [...] Mesmo que não tenha inventado as formas que usou, Corelli conferiu-lhes uma nobreza e perfeição que o tornam um dos maiores classicistas".

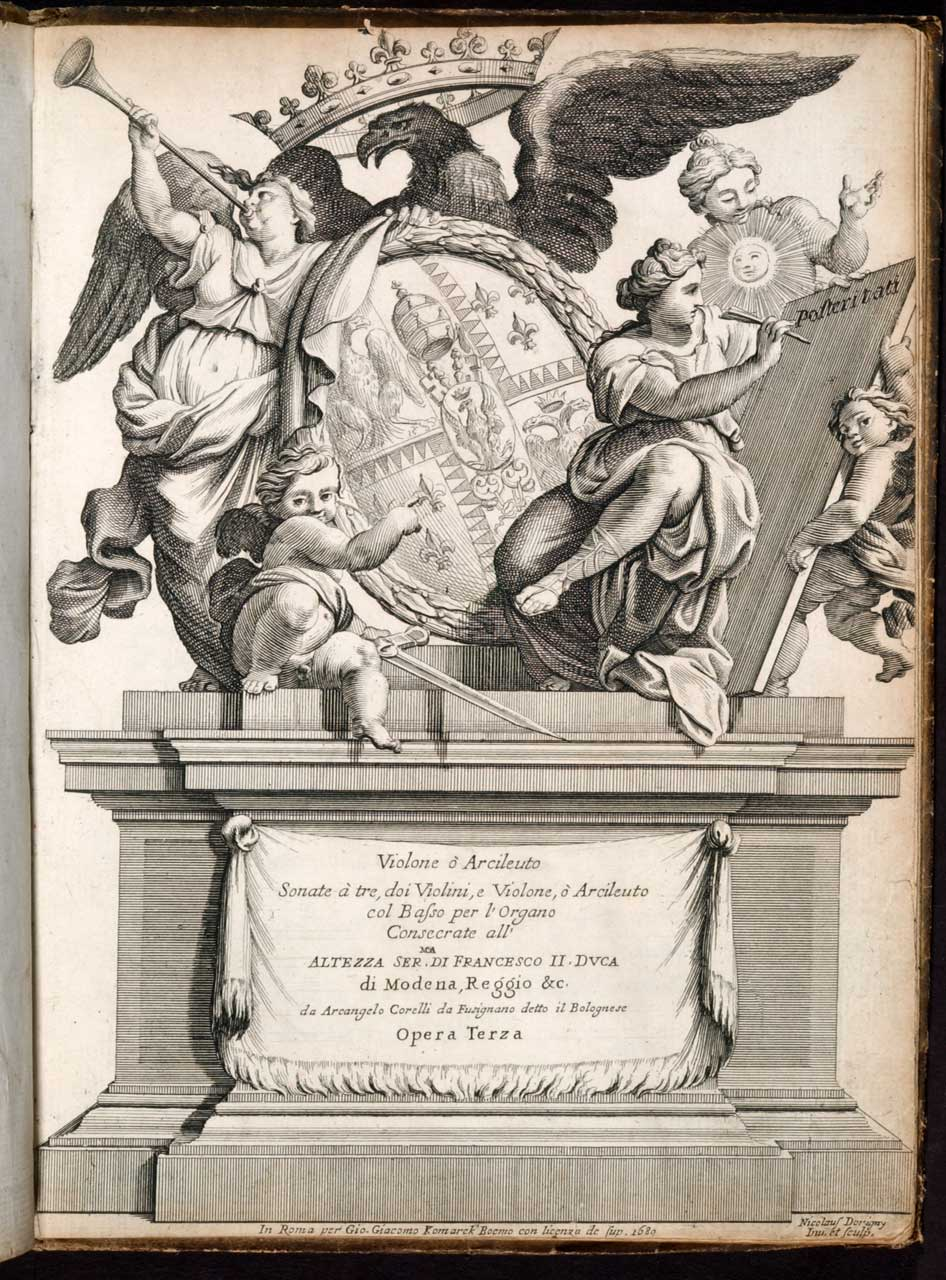
Frontispício da primeira edição da Opera Terza

As obras de Corelli foram fruto de longo e deliberado planejamento, e só as publicava depois de cuidadosas e multiplicadas revisões. Ao que parece sua última coleção levou mais de trinta anos para ser completada, e uma declaração que deixou em carta de 1708 atesta sua insegurança: "Depois de tantas e extensas revisões eu raramente sentia confiança para entregar ao público as poucas composições que mandei ao prelo". Um método tão rigoroso, coleções racionalmente organizadas e estruturadas, um tão forte anelo pela perfeição ideal, são outras características que o tornam um clássico em oposição ao espírito arrebatado, assimétrico, irregular e improvisativo do Barroco mais típico. Nas palavras de Franco Piperno, "sua obra impressa tem uma estrutura excepcionalmente bem acabada e coesa, deliberadamente planejada para ser didática, modelar e monumental. Não por acidente que uma das figuras do frontispício da sua Opera Terza está escrevendo a palavra 'posteridade' — ou seja, como a posteridade o veria: como uma autoridade em composição, performance e pedagogia, uma fonte de ideias ricas em potencialidades". Fez opções bastante estritas e não se aventurou além de uns poucos gêneros: a sonata a três e solo, e o concerto grosso. Salvo um exemplo, toda sua produção é para as cordas, com acompanhamento de baixo contínuo, que poderia ser realizado por uma combinação variável de órgão, cravo, alaúdes e/ou tiorbas. Não deixou nenhuma obra para voz, mas sua composições revelam forte influência da música vocal em seu melodismo e expressividade, bem como no seu tratamento da polifonia.
Em seu tempo o ciclo das quintas foi estabelecido como o principal propulsor das progressões harmônicas, e segundo Richard Taruskin, Corelli mais do que qualquer um de sua geração colocou em prática com fins expressivos, dinâmicos e estruturais este novo conceito, que foi fundamental para a sedimentação do sistema tonal. Manfred Bukofzer, no mesmo sentido, diz que "Arcangelo Corelli merece o crédito pela plena realização da tonalidade no campo da música instrumental. Suas obras inauguram auspiciosamente o período do Barroco Tardio. [...] Embora estreitamente ligado à tradição do contraponto da antiga escola bolonhesa, Corelli manejou o novo idioma com impressionante segurança". Por outro lado, os cromatismos são raros em sua música, mas as dissonâncias são relativamente comuns e usadas como elemento expressivo, embora sejam bem preparadas e bem resolvidas. Também foi destacada pela crítica sua harmoniosa integração e equilíbrio entre os elementos polifônicos e os homofônicos, com a polifonia se desenrolando invariavelmente dentro de um arcabouço tonal.  Há em sua obra uma abundância de formas de expressão polifônica, sendo as mais comuns os fugatti, os contrapontos simples e a escrita imitativa, com motivos repetidos em sucessão pelas várias vozes alternadamente, geralmente chamada de fugas, mas fugas autênticas são raras, e via de regra seu desenvolvimento se desvia dos padrões convencionais para a forma, exibindo grande variedade de soluções. Segundo Pincherle, um dos aspectos mais significativos do gênio de Corelli está no movimento coordenado dessas vozes que se entrelaçam, se evitam e se encontram desenvolvendo motivos variados, estabelecendo uma unidade pelo parentesco entre os motivos dos diversos movimentos, um método que Torrefranca comparou ao desdobrar de "um friso que corre ao longo das paredes e das fachadas de um templo".
Entre suas fontes primeiramente estão os mestres da escola bolonhesa, como Giovanni Benvenuti, Leonardo Brugnoli e Giovanni Battista Bassani. Também foi apontada a influência de Jean-Baptiste Lully, atestada por Geminiani e por evidências estilísticas, bem como da escola veneziana, incluindo nomes como Francesco Cavalli, Antonio Cesti e Giovanni Legrenzi. Buelow disse que tem sido muito ignorada a influência de Palestrina no desenvolvimento do estilo polifônico de sua música, influência recebida principalmente através de seu professor Simonelli, que era cantor do coro da Capela Sistina, onde a obra de Palestrina era um dos carros-chefes do repertório.

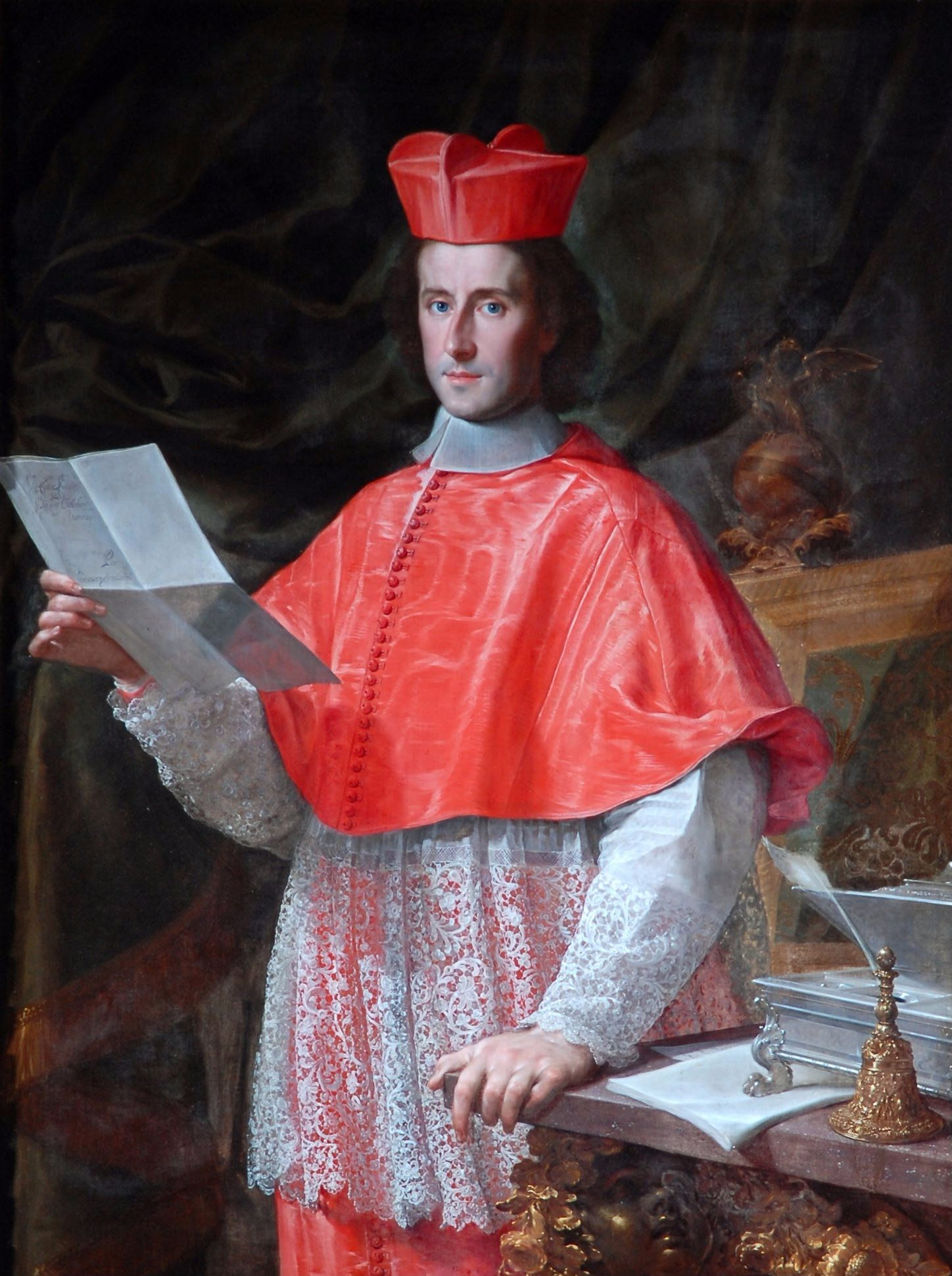
O cardeal Pietro Ottoboni, amigo e mecenas de Corelli e recipiente da dedicatória da Opera Quarta. Pintura de Francesco Trevisani, c.1689

Sua produção "canônica" compreende seis coleções, cada uma com doze obras:
- Opera Prima, Sonate a trè, doi Violini, e Violone, ò Arcileuto, col Basso per l'Organo, dedicada à rainha Cristina da Suécia, publicada em Roma por Gio. Angelo Mutij, 1681. 39 reedições até 1790. 33 cópias manuscritas.
- Opera Seconda. Sonate da Camera a trè, doi Violini, e Violone, ò Cimbalo, dedicada ao cardeal Benedetto Pamphili, publicada em Roma por Gio. Angelo Mutij, 1685. 41 reedições até 1790. 25 cópias manuscritas.
- Opera Terza. Sonate à tre, doi Violini, e Violone, ò Arcileuto col Basso per l'Organo, dedicada a Francisco II, duque de Modena, publicada em Roma por Giacomo Komarek Boerno, 1689. 37 reedições até 1790. Mais de 35 cópias manuscritas.
- Opera Quarta. Sonate à tre, composta para a Academia do cardeal Pietro Ottoboni e a ele dedicada, publicada em Roma por Giacomo Komarek Boerno, 1694. 39 reedições até 1790. Mais de 25 cópias manuscritas.
- Opera Quinta. Sonate a Violino e Violone o Cimbalo, dedicada a Sofia Carlotta, eleitora de Brandenburgo, publicada em Roma por Gasparo Pietra Santa, 1700. Mais de 50 reedições até 1800. Centenas de cópias manuscritas.
- Opera Sesta. Concerti Grossi Con duoi Violini e Violoncello di Concertino obligati e duoi altri Violini, Viola e Basso di Concerto Grosso ad arbitrio, che si potranno radoppiare, dedicada a Johann Wilhelm, eleitor Palatino, publicada postumamente em Amsterdam em 1714. 10 reedições até 1800. 17 cópias manuscritas, completas ou  parciais.

A dimensão reduzida da sua obra publicada, junto com relatos literários sobre a composição de muitas peças que não são identificadas no conteúdo das seis coleções, levou alguns pesquisadores a imaginar que um grande número de obras foi perdido, e já foi suposto que possa ser até uma centena ou mais, mas essa impressão pode ser exagerada ou mesmo inteiramente errônea. Há, por exemplo, descrições da apresentação de diversas "sinfonias", gênero que na época era cultivado tanto como música instrumental autônoma quanto integrado a óperas, oratórios e bailados como aberturas ou interlúdios. Porém, a palavra sinfonia tinha um uso muito impreciso naquele tempo, e tais obras podem de fato ser seções apresentadas avulsamente do que chegou a nós como os seus concertos grossos. Além disso, os lentos métodos de composição de Corelli e os seus agudos escrúpulos sobre perfeição, que o levavam a polir longamente suas invenções, podem indicar o contrário — que o que ele julgou digno de apresentação ao público foi exatamente o que ele imprimiu, e que nada foi de fato perdido, ou pelo menos nada importante. Nas últimas décadas apareceram diversas peças em manuscrito, completas ou fragmentárias, cuja autoria tem sido disputada. Várias possivelmente são autênticas, mas ao que parece foram ensaios para obras depois modificadas, ou peças escritas ad hoc para algum evento específico, e depois abandonadas como pouco relevantes. Outras, publicadas pelo menos uma vez, podem ser adaptações de outros autores a partir de material corelliano autêntico.
Numa categoria à parte está a coleção de concertos grossos que Geminiani publicou em Londres entre 1726 e 1729, adaptando o material da Opera Quinta, e dando o devido crédito a Corelli como autor dos originais. Esta série caiu no favor popular e teve numerosas reedições, sendo uma responsável direta pela duradoura fama de Corelli na Inglaterra. Além disso, muitos outros fizeram adaptações mais ou menos bem-sucedidas de suas peças, para variadas formações, inclusive a voz.
| 1º Movimento da Sonata a Três nº 11, em versão para dois violinos e piano |  |
|                                                                           |  |
|                                                                           |  |

| 2º Movimento da Sonata a Três nº 11, em versão para dois violinos e piano |  |
|                                                                           |  |
|                                                                           |  |

| 3º Movimento da Sonata a Três nº 11, em versão para dois violinos e piano |  |
|                                                                           |  |
|                                                                           |  |

#### Opere Prima, Seconda, TerzaeQuarta

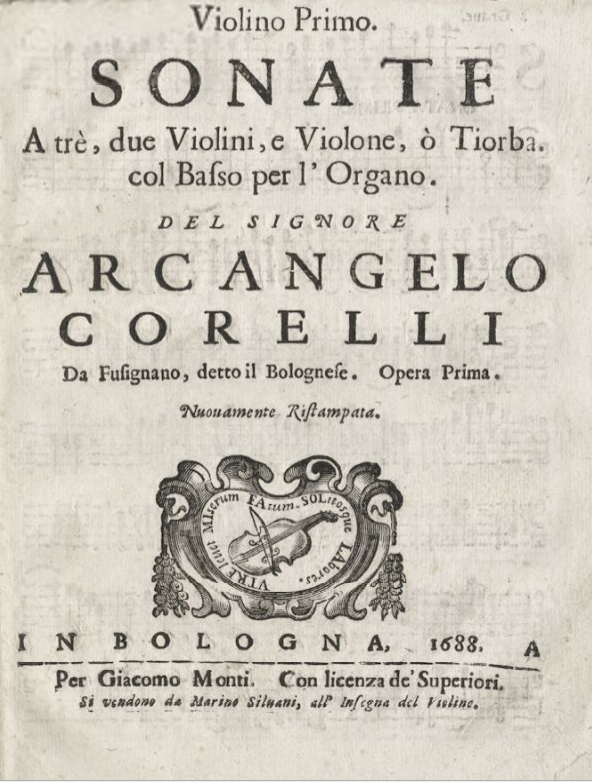
Frontispício da Opera Prima, parte do primeiro violino

As quatro primeiras coleções trazem séries de sonatas de igreja e de câmera, instrumentadas a três vozes: dois violinos e violoncelo, e baixo contínuo de acompanhamento. Apesar das indicações de instrumentação deixadas pelo autor, a prática da época permitia significativas alterações conforme a ocasião e a disponibilidade de músicos. O primeiro tipo, como o nome indica, era adequado para uso durante a celebração da Missa, como música de fundo durante as seções do Gradual, do Ofertório e da Comunhão. Nos ofícios de Vésperas podiam ser executadas antes dos Salmos. A forma era uma evolução da canzona polifônica renascentista, e no Barroco se fixou com quatro movimentos, lento-rápido-lento-rápido, relembrando também o antigo par formal do prelúdio-fuga. A parte polifônica mais elaborada estava em geral na primeira seção rápida. Seu caráter, adequado para o culto, era austero e solene. O segundo tipo era próprio para os salões elegantes, tinha um caráter mais extrovertido, podia ser mais ornamental e constituía uma evolução das antigas suítes de danças populares, ora estilizadas e depuradas, de estrutura bipartida com ritornelli, e com um prelúdio lento mais cerimonial, fixando-se em geral em quatro movimentos. Apesar desses esquemas básicos, suas peças de câmara mostram uma grande variedade, cerca de metade delas foge ao padrão de quatro movimentos, uma riqueza que nenhuma amostragem simples pode refletir. Algumas, por exemplo, abrem com floridas expressões do violino de caráter semelhante a um improviso sobre longas notas de pedal sustentadas pelo baixo. Outras abrem com movimentos de denso caráter sinfônico, muitas vezes de elevada expressividade e pungência, que os tornam aptos para execução independente.
As sucessivas coleções usam bastante material das anteriores em novas combinações, o que para certos críticos, como o próprio Geminiani, era um sinal de uma inspiração limitada, dizendo que "todas as variedades da harmonia, modulação e melodia em Corelli poderiam talvez ser expressas em um curto compasso", mas para Buscaroli "o exame das sonatas revela que a reutilização do material harmônico é estreitamente ligada a um estrênuo programa de metódica experimentação do incipiente sistema tonal. A técnica da auto-imitação faz parte de uma progressiva sistematização idiomática e formal".
O gênero da sonata barroca — tipicamente a sonata a três — começara a ser articulado nos primeiros anos do século XVII e revelou-se extremamente fecundo e longevo, com muitos mestres deixando coleções importantes, como Giovanni Bononcini, Antonio Caldara, Giovanni Battista Vitali, Giuseppe Torelli e Francesco Antonio Bonporti, de modo que Corelli não inovou em termos de forma, mas renovou-lhe a substância, a estrutura e a vitalidade. Apesar de não se conhecerem precursores diretos para as suas obras, Buelow apontou prováveis influências romanas e bolonhesas. Realmente, a escola de Bolonha se notabilizou pela sua importância na história da sonata a três, estabelecendo um padrão, ao contrário das práticas de execução solista, onde procurou-se a moderação do virtuosismo em nome de um maior equilíbrio entre as partes, enfatizando também fraseados líricos e uma expressão geral elegante, um modelo que corresponde de perto ao que Corelli realizou. Estas coleções, junto com a Opera Quinta, criaram um padrão altamente apreciado e imitado para o gênero da sonata solo ou em trio, e mais do que um modelo entre muitos, elas constituíram o modelo fundador do gênero como ele se desenvolveu na primeira parte do século XVIII.

#### Opera Quinta

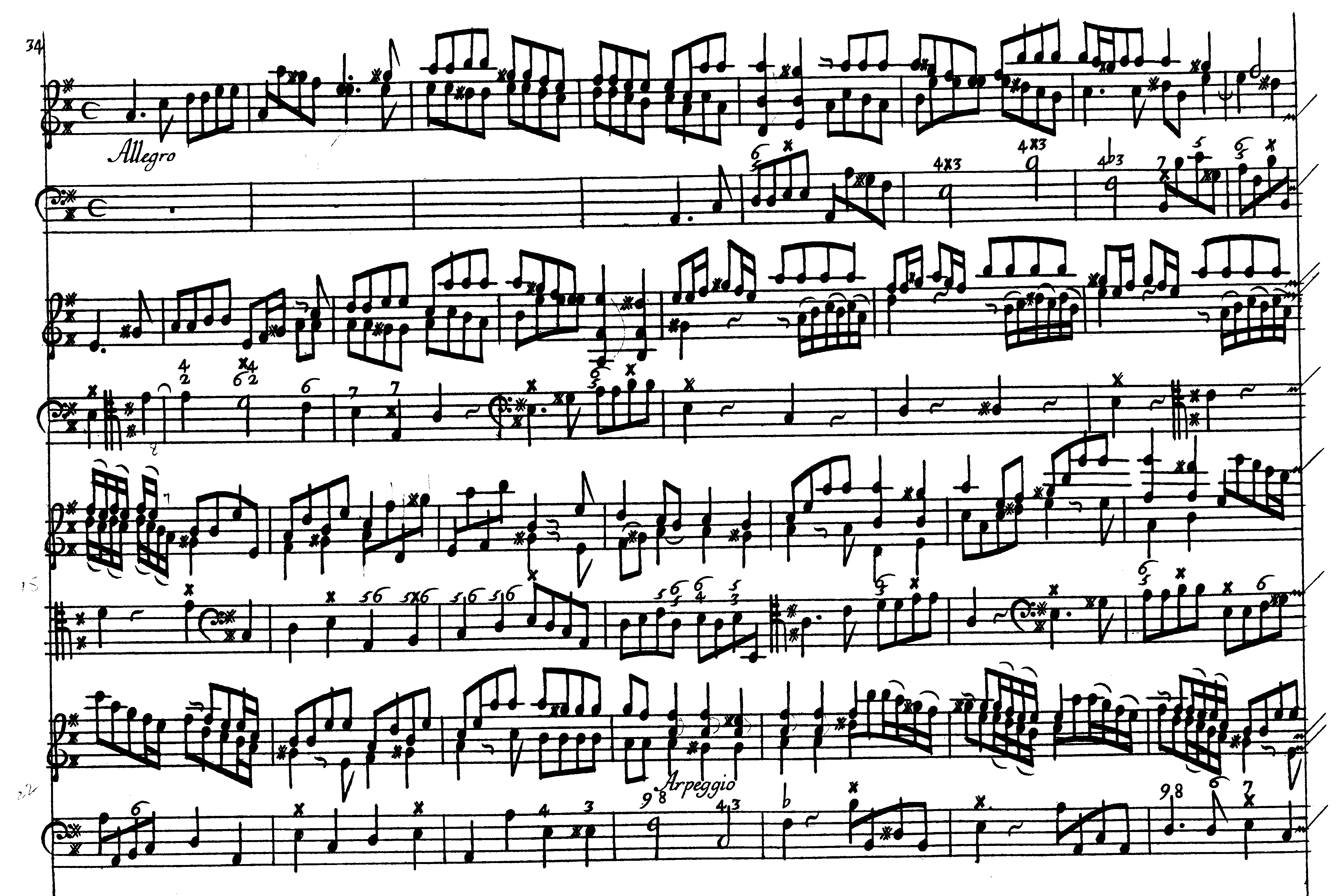
Allegro da sonata nº 6 da Opera Quinta

Sua Opera Quinta, doze sonatas para violino solo e baixo, é onde seu estilo atinge a plena maturidade, sendo lembrada hoje principalmente através de sua última peça, uma série de variações sobre a popular ária La Folia di Spagna, onde ele chega à beira da música integralmente homofônica (sem polifonia). Com esta coleção sua reputação se consagrou definitivamente na Itália e na Europa. Charles Burney disse que Corelli levou três anos só para revisar as provas de impressão, e pelo que se sabe de seus hábitos, deve ter iniciado a composição muito antes. Zaslaw supõe que ele pode ter iniciado a trabalhar na série já na década de 1680. A coleção foi apreciada como um clássico em seu gênero e como um marco na história da composição para o violino assim que veio à luz em 1700, e nenhuma outra teve recepção tão entusiástica e disseminada como ela no século XVIII. Foram feitas mais de 50 reimpressões até 1800 por várias editoras de vários países e sobrevivem centenas de cópias manuscritas, atestando sua enorme popularidade. A coleção se destaca das anteriores pela sua maior complexidade técnica e formal e pela maior variedade harmônica, com muitas passagens trazendo sofisticadas e ousadas progressões, modulações e relações tonais.
Além de ser estimada como música de câmara em seu próprio direito, hoje parece claro que foi usada também como material didático, um fator adicional para explicar uma difusão tão ampla. Seu valor pedagógico se manifesta no fato de que boa parte do que a coleção contém é acessível tecnicamente a estudantes dos primeiros anos do violino, sem que com isso perca nada do seu valor estético, que é muito elevado. Para Buelow, seu sucesso deriva principalmente de sua perfeição formal e do intenso lirismo dos movimentos lentos. São também modelares na estruturação da forma da sonata, servindo para os estudantes de composição, e além disso, a simplicidade da linha melódica atribuída ao violino em alguns movimentos a torna excepcionalmente apta para ser ornamentada, servindo para a exibição dos virtuosos. De fato, sobrevivem várias cópias manuscritas e edições impressas com ornamentos que não constam na edição princeps mas dão pistas valiosas sobre as práticas de seu tempo, quando a ornamentação era uma parte integral tanto da composição quanto da performance, embora frequentemente não anotada na partitura, mas acrescentada à discrição do executante. Uma versão ornamentada foi atribuída ao próprio Corelli. Sua autoria é hoje muito controversa e a edição recebeu críticas como espúria assim que apareceu, mas revisando a questão Zaslaw concluiu que a autoria é plausível. Em seu conjunto, as obras de câmara representam uma escola completa do violino, com peças que vão dos níveis técnicos mais elementares até os mais exigentes.

#### Opera Sesta
A Opera Sesta, a série de concertos grossos, é vista como o ápice dos seus esforços em composição, e sua fama póstuma principalmente nela repousa. Em 1711, antes mesmo de ser acabada, já fora louvada por Adami como "a maravilha do mundo", profetizando que "com ela tornará seu nome para sempre imortal". Este gênero teve seu apogeu nas três últimas décadas do século XVII, e já começava a sair de moda em vários centros importantes da Itália quando a coleção de Corelli apareceu, devendo-se à sua influência sua sobrevivência por muitos anos, como prova a produção de toda uma geração posterior.

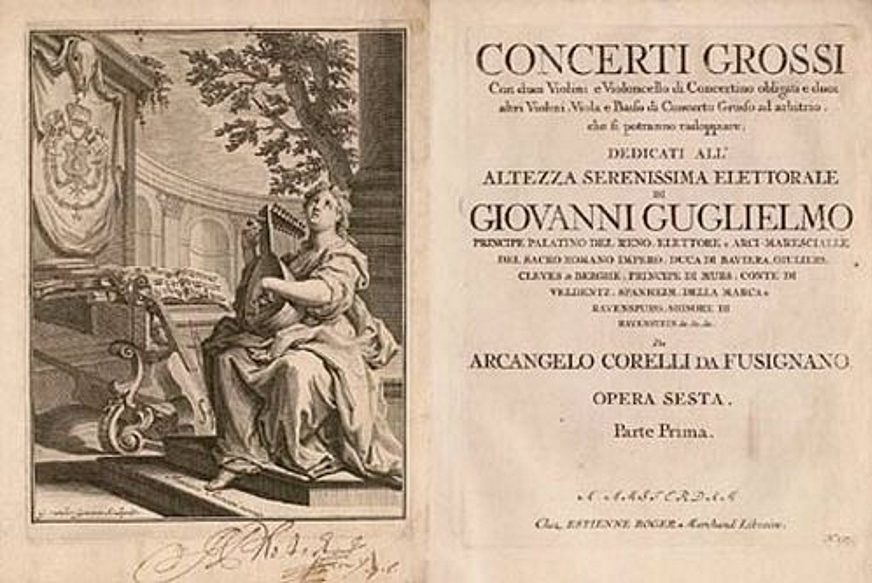
Frontispício da Opera Sesta

Os oito primeiros empregam a solene forma da sonata de igreja, e os outros a forma da sonata de câmara, com vivazes ritmos de dança em vários movimentos. A polifonia ocorre em todos eles, em maior ou menor grau. O número e o caráter dos movimentos variam em cada concerto, mas o equilíbrio entre as partes permanece invariável. Surgindo como uma derivação direta da sonata a três, nos concertos, como foi a prática característica deste gênero, a orquestra é dividida em dois grupos: o concertino, composto por dois violinos e um violoncelo solistas, e o ripieno, com os músicos restantes. Cada grupo possuía um acompanhamento de baixo contínuo separado. Esta disposição favorecia o desenvolvimento de animados e expressivos diálogos entre eles, unindo e separando suas forças, alinhando-se à preferência barroca pelos contrastes e pela retórica, e ao mesmo tempo permitia a exploração de uma variedade de efeitos sonoros e texturas, e para os solistas concedia espaço para a exibição de algum virtuosismo, embora moderado. O uso do baixo cifrado é econômico e todas as partes de cordas são integralmente escritas, ficando as cifras para o órgão ou os alaúdes e tiorbas completarem. Os movimentos lentos em regra são curtos, servindo mais como pausas e elos entre os movimentos rápidos mais longos. A maioria não tem um tema definido e tem uma escrita principalmente homofônica, extraindo seu efeito de um uso sensível de dissonâncias e texturas, mas se caracterizam muitas vezes por uma poderosa progressão harmônica que cria efeitos de tensão e surpresa. O acorde final quase sempre é uma cadência que conduz diretamente à tonalidade do movimento seguinte.
Segundo Distaso, a variedade interna dos concertos evita a monotonia, mas ao final emerge uma notável unidade e homogeneidade de estilo na coleção como um todo. O estilo polifônico que caracteriza estes concertos foi por muito tempo louvado como paradigmático por sua clareza e por seu melodismo a um só tempo sóbrio e expressivo, a quintessência do bom gosto árcade. Georg Friedrich Haendel, Johann Sebastian Bach, Georg Muffat, Georg Philipp Telemann, Giuseppe Valentini, Benedetto Marcello, Pietro Locatelli, Antonio Montanari, Giuseppe Sammartini, Giorgio Gentili, Francesco Geminiani e inúmeros outros músicos de respeito se espelharam no modelo que estabeleceu para produzirem suas próprias obras nos gêneros concertantes. Em Roma sua influência foi tão preponderante que nenhum compositor da geração seguinte conseguiu evitá-la de todo. Junto com Giuseppe Torelli e Antonio Vivaldi, Corelli foi uma das figuras fundamentais para estabelecer o concerto como um gênero cuja popularidade perdura até hoje.
Um dicionário de música de 1827 ainda repetia o que Burney dissera mais de trinta anos antes: "Os concertos de Corelli suportaram todos os ataques do tempo e da moda, com mais firmeza que suas outras obras. A harmonia é tão pura, as partes tão clara, judiciosa e engenhosamente dispostas, e o efeito de conjunto, interpretado por uma grande orquestra, é tão majestoso, solene e sublime, que desarmam qualquer crítica e fazem-nos esquecer tudo o que já foi composto no mesmo gênero". Na opinião contemporânea de Michael Talbot, escrevendo para o volume The Cambridge Companion to the Concerto, é difícil explicar a permanente popularidade desta coleção. Lembrando os comentários antigos enaltecendo suas qualidades de pureza e equilíbrio, ele considera que isso não pode ser considerado a causa simples de sua popularidade, mas apenas uma pré-condição. Ele continua:
"O gênio de Corelli reside, antes, em sua habilidade em alcançar formas satisfatórias sem recorrer a fórmulas fixas, em sua habilidade em justapor ideias contrastantes [...], em sua original inventividade para atmosferas, e em seus momentos — mais numerosos do que se supõe — de ousadia harmônica. Entre as passagens inesquecíveis dos concertos grossos estão as pungentes suspensões e as encantadoras duplicações de oitava no segundo adagio do concerto 4 e a mágica mudança de tonalidade menor para maior no início da Pastoral que conclui o concerto 8, um movimento opcional que foi composto para ser tocado na noite de Natal".
| Vivace–Grave e Allegro do Concerto Grosso em sol menor Op. 6, No. 8 |
|                                                                     |
| Interpretado pela Advent Chamber Orchestra                          |

| Vivace, Allegro e Largo Pastorale do Concerto Grosso em sol menor Op. 6, No. 8 |
|                                                                                |
| Interpretado pela Advent Chamber Orchestra                                     |

## Legado e fortuna crítica
Chamado em vida de "a glória maior de nosso século" e de "o novo Orfeu", Corelli foi a figura dominante na vida musical de Roma a despeito de sua personalidade retraída e do enorme número de profissionais altamente qualificados em atividade, e teve sua obra difundida em uma escala inédita por toda a Europa. Sua estatura artística é acentuada pelo fato de que sua produção é pequena, exclusivamente instrumental e por nunca ter se dedicado à ópera, o gênero mais popular de seu tempo e o que fazia as maiores celebridades. Segundo George Buelow, nenhum compositor do século XVII ganhou fama comparável baseada em tão escasso número de obras, sendo também um dos primeiros a se celebrizar apenas em função de música instrumental. Charles Burney disse que "ele mais do que ninguém contribuiu para seduzir os amantes da música pelo simples poder de seu arco, sem o auxílio da voz humana". Raramente alguma figura ilustre em visita a Roma abandonava a cidade sem antes conhecê-lo pessoalmente e prestar-lhe homenagem. Roger North, um comentarista inglês da época, escreveu que "a maior parte da nobreza e da aristocracia que viajava à Itália procurava saber de Corelli, e voltava para casa tendo em tão grande consideração a música italiana como se tivesse estado no Parnaso. [...] Maravilha observar como há traços de Corelli por toda parte — nada tem sabor senão Corelli. Isso não surpreende, uma vez que o Grande Mestre fez seu instrumento falar como se fosse a voz humana, e dizia aos seus alunos: Não o ouviste falar?"  Pouco depois de falecer continuaram a surgir eloquentes elogios, Couperin compôs uma Apoteose de Corelli, e formou-se copioso folclore a seu respeito, que coloriu as biografias mais antigas e preencheu a surpreendente escassez de informação factual sólida sobre sua vida, e ainda hoje muitas vezes circula como se fatos fossem, mas é um atestado indireto de sua grande fama.
Em poucas décadas seu estilo já soava antiquado demais para os próprios italianos, porém, em outros países suas obras circularam por quase cem anos, provendo modelos formais e estéticos para uma legião de outros compositores. Permaneceu apreciado longamente na Inglaterra, onde o Barroco mais típico nunca foi muito popular.

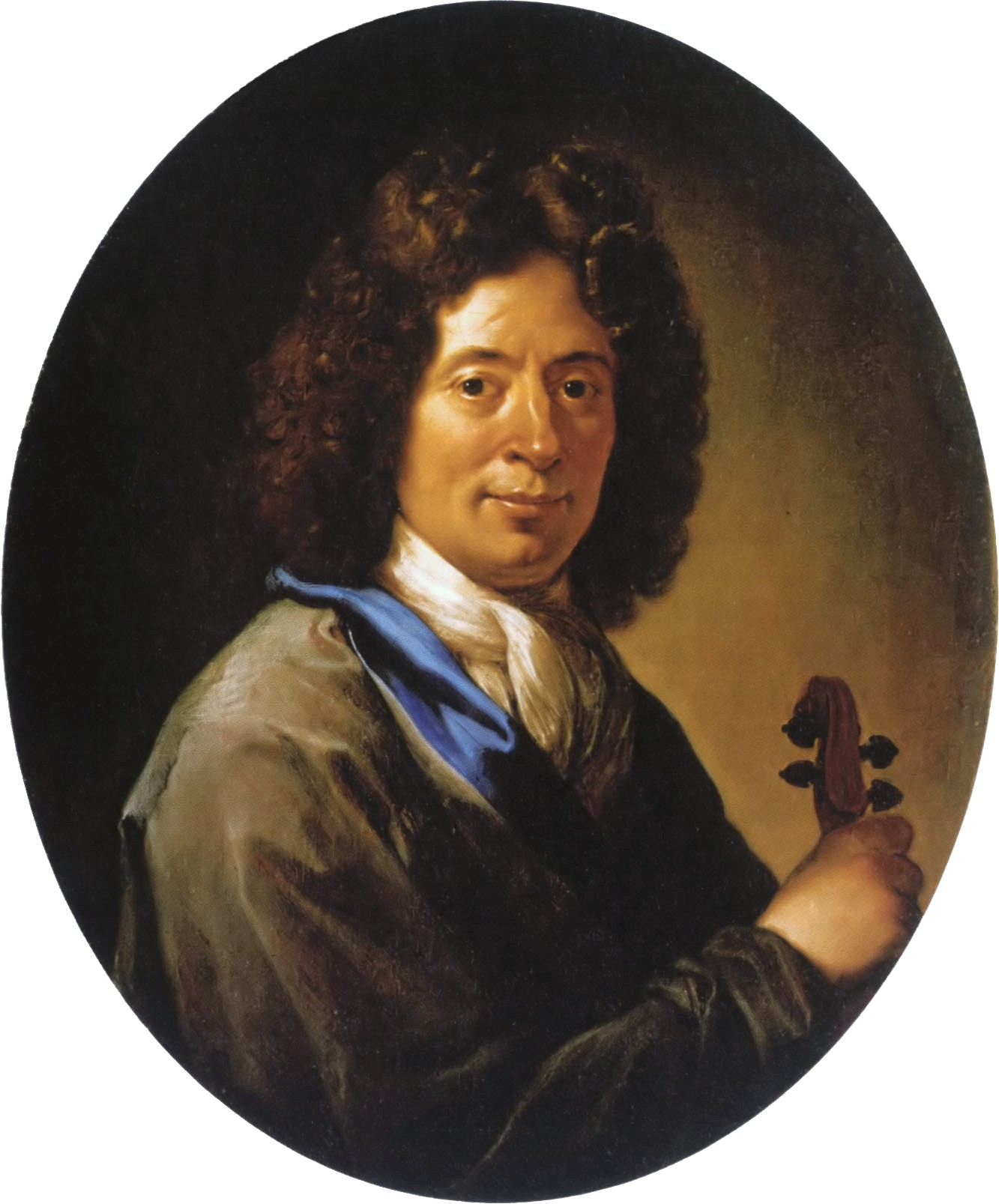
Arcangelo Corelli em pintura de Jan Frans van Douven

O passo decisivo para a recuperação contemporânea do seu trabalho foi a publicação em 1933 do estudo de Marc Pincherle, que embora breve e incompleto, chamou a atenção sobre ele. Em 1953 Mario Rinaldi publicou uma substanciosa monografia, que foi outro marco importante. Pincherle criticou este trabalho e em resposta publicou em 1954 uma versão ampliada e revisada do seu estudo anterior, notável por eliminar grande parte do folclore que havia se prendido à figura do compositor apelando a fontes primárias confiáveis, além de discutir em detalhe cada uma das seis coleções, analisar o seu contexto e estabelecer as linhas da irradiação de sua influência internacional. Mais do que isso, ele esclareceu aspectos da prática musical barroca que haviam se perdido, entre eles as tradições de ornamentação, a pouca diferença prática que era percebida naquele tempo entre a sonata de igreja e a sonata de câmera, e como ficava ao critério do intérprete omitir ou acrescentar movimentos das sonatas em vários movimentos. No julgamento de sua obra, viu Corelli como menos original e inventivo em termos técnicos e estilísticos do que outros de sua geração, mas dono de admirável capacidade de reunir e dirigir as forças do discurso musical. Seguindo seus passos, Peter Allsop aprofundou as análises aproveitando a descoberta de muito material manuscrito a ele referente, definindo melhor a posição de Corelli na fixação das formas musicais. William Newman, na mesma linha de Pincherle, traçou comparações entre Corelli e seus contemporâneos e preocupou-se principalmente com a análise da forma e da importância de cada gênero em sua obra completa.
Em 1976 surgiu outro marco, um catálogo completo da produção de Corelli produzido por Hans Joachim Marx, que pela primeira vez incluiu e sistematizou as obras atribuídas ao compositor que não foram publicadas nas seis coleções canônicas. Willi Apel dedicou-se em profundidade à análise formal e às técnicas de composição, e Boris Schwarcz, em um breve estudo, traçou as ligações profissionais do músico. Segundo Burdette, esses trabalhos constituem a bibliografia crítica mais essencial, mas atualmente os estudos sobre o compositor chegam aos milhares. A fortuna crítica de Corelli ao longo dos séculos, de fato, foi mais positiva do que a maioria dos seus contemporâneos, como assinalou Pincherle. Já existem também grande discografia e incontáveis reedições de suas partituras. No campo da performance, desde meados do século XX se multiplicaram as pesquisas sobre as práticas musicais antigas, e com o surgimento de orquestras dedicadas a interpretações historicamente informadas, a obra de Corelli ganhou nova visibilidade, colocando-o outra vez entre os mais populares compositores de sua geração.
Hoje sua posição de destaque na história da música do Ocidente como um dos mais influentes e respeitados compositores, professores e virtuosos de sua geração está solidamente estabelecida, tendo suas obras admiradas, estudadas e imitadas pela sua variedade e consistência, sua sólida polifonia, sua expressividade e elegância, sua riqueza harmônica, seu estilo de escrita para cordas, sua forma e estrutura e seu impacto geral, e tidas como modelos de perfeição. Lynette Bowring observou que "é fácil entender por que suas obras exerceram tamanho impacto. Seu perfeito acabamento transmite a impressão de que possuem uma graça fácil, quando na verdade são o resultado de anos de refinamento". Ele foi um elemento-chave na história da escrita para o violino, e para Manfred Bukofzer sua escrita é mais adequada aos recursos e potencialidades característicos deste instrumento do que qualquer coisa que aparecera antes dele. Suas atividades como virtuoso, professor e compositor contribuíram significativamente para estabelecer as bases da moderna técnica violinística e elevar o prestígio do instrumento, até pouco antes mais associado à música popular e desprezado pelo seu som mais estridente do que as violas, que dominaram as cordas nos séculos XVI e XVII. Segundo David Boyden, "com a obra de Corelli o violino invadiu a igreja, o teatro e os salões". Carter & Butt, no prefácio da Cambridge History of Seventeenth-Century Music, afirmaram que seu concerto grosso nº 8 "Para a Noite de Natal" integra "um pequeno mas extremamente significativo grupo de hits que se tornaram parte essencial da cultura pop". Georg Buelow assinalou que o público leigo pode muitas vezes pensar que tudo na música barroca se resume a uma série de sequências de acordes familiares e de motivos e figuras repetitivos, e uma profusão de outros clichês que embora agradáveis se tornaram desgastados com o tempo, mas não conhece o grande papel que Corelli desempenhou no desenvolvimento desta linguagem sonora que se tornou a língua franca da sua época, e o quanto em seu surgimento ela foi inovadora, surpreendente, emocionante e eficaz para veicular todo o rico universo de ideias e sentimentos que define a natureza humana. Nas palavras de Malcolm Boyd, "Corelli pode não ter sido o único compositor a ser saudado como o Orfeu de seu tempo, mas poucos influenciaram tão poderosa e vastamente a música de seus contemporâneos e sucessores imediatos", e de acordo com Richard Taruskin, escrevendo para a série Oxford History of Western Music, sua importância histórica é "tremenda".